# SOFIA
Стратосферная обсерватория ИК-астрономии (англ. Stratospheric Observatory for Infrared Astronomy, SOFIA) — совместный проект НАСА и Германского центра авиации и космонавтики по созданию и использованию телескопа системы Кассегрена, работающего с борта летящего самолёта (Boeing 747SP). Начало проекта — май 2010 года. В сентябре 2022 года проект был завершён.
Подъём телескопа на высоту в 13 километров позволяет сделать качество получаемой «картинки» близкой к уровню космических обсерваторий.

## Назначение и цели
SOFIA предназначен для изучения различного рода астрономических объектов и явлений, самые примечательные из которых:
- Рождение и гибель звёзд
- Формирование звёздных систем
- Отождествление сложных молекул в космическом пространстве
- Планеты, астероиды и кометы Солнечной системы
- Галактические туманности и пылевые образования
- Чёрные дыры в галактических центрах

## Устройство
SOFIA расположен на борту широкофюзеляжного самолета Boeing 747SP, который был модифицирован для установки телескопа-рефлектора с 2.5 метровой апертурой в задней части фюзеляжа и работает на высотах 12−14 км, в стратосфере. Первоначально телескоп был разработан для астрономических наблюдений в инфракрасной области спектра, но также может быть использован для наблюдений в частотах видимой области спектра. Водяной пар, находящийся в атмосфере Земли, поглощает некоторые ИК волны на их пути к поверхности планеты, но возможности проекта SOFIA позволяют поднять телескоп достаточно высоко, чтобы он был выше основной массы пара атмосферы. На высоте полета самолета доступно около 85 % всего ИК спектра. Самолет может перелететь практически в любую точку планеты, позволяя вести наблюдения как в Северном, так и в Южном полушариях.
Ожидалось, что после завершения разработок, в течение следующих 20 лет самолет сможет совершать в неделю по 3—4 ночных полета с наблюдениями.  Но уже через 8 лет, в апреле 2022 года стало известно о планах по закрытию проекта к осени того же года, что объяснялось большими расходами на эксплуатацию и невысокой научной результативностью.

### Научные инструменты
В настоящее время в разработке 7 первых научных приборов, пять из которых производятся Американской стороной проекта и два со стороны Германии. В список научных приборов входят: камеры, спектрометры и фотометры работающие в ближнем, среднем и дальнем ИК диапазонах. Некоторые научные инструменты предназначены для конкретных явлений, т.е. узконаправленные, другие же предназначены для широкого спектра задач и способны работать одновременно с другими инструментами для получения информации от изучаемых объектов и явлений.
Телескоп обладает следующими научными приборами:
- EXES (Echelon-Cross-Echelle Spectrograph)[5]
- FIFI-LS (Field Imaging Far Infrared Line Spectrometer)[6]
- FLITECAM (First Light Infrared Test Eperiment CAMera)[7]
- FORCAST (Faint Object InfrRed CAmera for the SOFIA Telescope)[8]
- GREAT (German REceiver for Astronomy at Terahertz Frequencies)[9]
- HAWC+ (High-resolution Airborne Wideband Camera)[10]
- HIPO (High Speed Imaging Photometer for Occultation)[11]

### Телескоп SOFIA
Подобно большинству современных научных телескопов, телескоп SOFIA использует зеркало для накопления и фокусировки света от исследуемых объектов. Зеркальные телескопы более практичны в использовании и дёшевы в изготовлении по сравнению с телескопами, использующими линзы для тех же целей. Основное зеркало расположено в нижней части телескопа и имеет 2.7 метра в диаметре. Поверхность зеркала глубоко вогнута, тщательно отшлифована и имеет покрытие из алюминия для обеспечения максимальной отражательной способности. Входящий световой поток отражается от поверхности основного зеркала и направляется обратно к переднему краю телескопа, где расположено вторичное выгнутое зеркало диаметром 0.4 метра, направляющее свет от исследуемого объекта обратно к первичному. На пути дважды отражённого и сконцентрированного света на расстоянии примерно в 1 метр от поверхности первичного зеркала расположено следующее, но уже плоское зеркало, отражающее свет в сторону от зеркальной системы телескопа внутрь самолёта, где расположена фокальная плоскость телескопа. Здесь сфокусированный поток света регистрируется и анализируется одним из научных приборов.

## Научные результаты
Первые изображения с помощью этого телескопа были получены 26 мая 2010, астрономические наблюдения велись около 2 минут, в ходе которых были сняты Юпитер и ядра галактики M82.
Первый научный вылет состоялся в начале декабря этого же года и шёл около 10 часов, в течение которых проводились наблюдения области активного звездообразования в туманности Ориона.
Летающая обсерватория SOFIA помогла весной 2015 доказать, что сверхновые являются основными производителями космической пыли в галактиках, составляющей основу Земли и всех существующих во Вселенной планет.
Важным открытием на счету обсерватории SOFIA является обнаружение первой образованной после "Большого взрыва" молекулы. Гидрид гелия (HeH+) был обнаружен на расстоянии около 3 000 световых лет от Земли телескопом SOFIA.
В феврале 2020 г. Администрация Белого дома предложила закрыть проект, заявив, что он не оправдывает $85 млн, ежегодно выделяемых на него.
Полеты SOFIA были приостановлены 19 марта в связи с пандемией COVID-19.
С августа 2020 года летающая обсерватория SOFIA возобновляет полеты с базы SOFIA в летно-исследовательском центре НАСА в Калифорнии. Внедрены новые процедуры, обеспечивающие здоровье и безопасность персонала. Новые процедуры включают полет с минимальным количеством членов экипажа, социальное дистанцирование и средства индивидуальной защиты для персонала, а также дополнительную санитарию самолета во время и между полетами.
SOFIA начала с запуска двух рейсов, начиная с 17 августа, чтобы дать команде время для оценки и корректировки новых процедур, и теперь планирует вернуться к своему обычному графику наблюдений с примерно четырьмя рейсами в неделю.
Команда будет исследовать далекие галактики, чтобы узнать, как черные дыры контролируют рост галактик и как быстро в них образуются звезды. Чтобы лучше понять, как рождаются звезды, команда изучит, как магнитные поля влияют на небесные облака, инкубирующие натальные звезды.